# Кудряшов, Иван Алексеевич
Иван Алексеевич Кудряшов (20 сентября (2 октября) 1896 года—30 августа 1972 года) — русский художник-авангардист, ученик Казимира Малевича.

## Биография
Отец изготавливал деревянные модели ракет и воздухоплавательных аппаратов в мастерской у К. Э. Циолковского.
После окончания Якиманского городского училища в Москве, Иван Кудряшов в 1911 году поступил в Строгановское центральное художественно-промышленное училище (СЦХПУ).
В 1912—1917 годах обучался в Московском училище живописи, ваяния и зодчества (мастерские Николая Касаткина и Павла Кузнецова). В 1917 году создал свои первые абстрактные рисунки: «Часы», «Движение», «Гермес и Дионис».
В 1919 году обучался во Вторых Государственных Свободных художественных мастерских (II ГСХМ) у Казимира Малевича.
В 1919 году был командирован Наркомпросом в Оренбург для организации там отделения Государственных Свободных художественных мастерских. При участии Малевича организовал и возглавил в Оренбурге филиал авангардного художественного объединения «Утвердители нового искусства (УНОВИС)». Выполнил эскизы оформления Оренбургского городского (Первого советского) театра. Этот проект «красного театра» стал одним из самых значительных примеров использования супрематического метода в реальной среде. Роспись потолка, плафона, занавеса и ярусов театра была выполнена в красном цвете, с добавлением форм, выполненных в контрастных цветах.
После возвращения в Москву в 1921 году, активно выставляет свои работы на многочисленных выставках.
В 1925 году вступил в члены художественного «Общества станковистов (ОСТ)». На выставках этого объединения представлялись абстрактные работы Кудряшова из серий: «Конструкции прямолинейного движения» (1923—1925), «Конструкции криволинейного движения» (1924—1925), «Пространственная живопись» (1925—1926), «Динамика в пространстве» (1925—1926), «Рождение планеты» (1927—1928).
В 1937—1939 годах преподавал в Институте повышения квалификации художников-живописцев и оформителей.
В 1939 году он был исключён из Московского Союза художников (МОСХ) за формализм.
В послевоенные годы работал художником-оформителем.
Единственная прижизненная персональная выставка художника состоялась в 1970 году в Париже, в частной галерее Galerie Jean Chauvelin. Работы Ивана Кудряшова выставлялись в составе групповых экспозиций в Нью-Йорке в Музее Соломона Р. Гуггенхайма (1977, 1992) и в Музее современного искусства (MoMA) (1986, 2006).
Произведения Ивана Алексеевича Кудряшова находятся в Государственной Третьяковской галерее, Каракалпакском государственном музее искусств им. И. В. Савицкого (Узбекистан), в коллекции Георгия Костаки с составе Государственного музея современного искусства в Салониках (Греция) и в других собраниях.
Супруга — Тимофеева Н. К. (1900—1973), живописец, кубист.
Похоронен вместе с супругой в колумбарии Донского кладбища в Москве.